# Bratan Cenov
Bratan Gavrilov Cenov (Братан Гаврилов Ценов; 7. ledna 1964 Lukovit, Bulharsko) je bývalý bulharský reprezentant v zápase. Třikrát reprezentoval Bulharsko na letních olympijských hrách v zápase řecko-římském. V roce 1988 v Soulu vybojoval ve váhové kategorii do 48 kg bronzovou olympijskou medaili. V roce 1992 v Barceloně ve stejné kategorii obsadil 5. místo. V roce 1996 ve váhové kategorii do 52 kg skončil na 10. místě.
V roce 1983 vybojoval zlatou, v letech 1985 a 1986 stříbrnou a v roce 1990 bronzovou medaili na mistrovství světa. V letech 1983, 1985 a 1991 vybojoval zlatou, v letech 1986, 1987 a 1992 stříbrnou a v roce 1988 bronzovou medaili na mistrovství Evropy.